# Nevado Pisco
Il Nevado Pisco (5.760 m) è una montagna del Perù, situata nella Cordillera Blanca.

## Aspetto fisico
Il Nevado Pisco fa parte del massiccio montuoso chiamato Macizo del Huandoy, situato nella parte centro-settentrionale della Cordillera Blanca. Si distinguono due vette della montagna, divise da un'insellatura a 5.580 m: il Pisco Este (5.760 m), la più alta, e il Pisco Oeste (5.752 m). Quest'ultima è una delle vette più frequentate di tutta la catena montuosa.

## Origine del nome
La montagna deve il suo nome al fatto che i primi salitori del Pisco Oeste festeggiarono il raggiungimento della vetta con il liquore tipico peruviano, il Pisco, così chiamato perché originario dell'omonima città della costa peruviana.

## Alpinismo
La prima salita al Pisco è stata effettuata il 12 luglio del 1951 attraverso la cresta sud-ovest dagli alpinisti C. Kojan, G.Kojan, R.Leininger and M. Lenoir. Questa via è oggi molto frequentata: oltre alle agenzie di trekking, che la inseriscono nei propri programmi come punto di quota più elevata da toccare, numerosi alpinisti la usano per acclimatarsi all'altitudine.
L'ascesa alla montagna è relativamente facile e risulta molto panoramica.

È possibile utilizzare come punto di partenza il Refugio Perú (4.765 m), gestito dall'Operazione Mato Grosso.